# Chalcotropis acutefrenata
Chalcotropis acutefrenata là một loài nhện trong họ Salticidae.
Loài này thuộc chi Chalcotropis. Chalcotropis acutefrenata được Eugène Simon miêu tả năm 1902.